# Johan Vilhelm von Beckern
Johan Vilhelm von Beckern, född 1655 i Livland, död 27 mars 1733 i Hällestads socken, Skåne, var en svensk friherre och militär, son till Johan von Becker.
Han kom i tjänst vid Österbottens infanteriregemente 
Becker blev officer 1677, och deltog i vinterfälttåget i Preussen 1678–1679. Han var därefter 1686–1691 anställd vid den svenska kontingenten till det tysk-romerska rikets krigsmakt mot turkarna och deltog därvid i stormningen av Ofen och i slagen vid Mohácz och Szlankemen.
Därefter deltog han i Pfalziska tronföljdskriget på den holländska sidan, men återgick sedan i svensk tjänst och deltog i stora nordiska kriget. 1704 värvade han i Östersjöprovinserna ett infanteriregemente och blev överste först för detta Beckerns livländska infanterirgemente. Han råkade i rysk fångenskap i samband med Rigas fall 1710 men hempermitterades i januari 1711. Han var därefter chef för Västgöta femmänningsregemente 1715–1720. 
1717 utnämndes han till generalmajor och 1718 till överkommendant i Malmö, samt blev 1719 chef för Södra armén. Sedan Västgöta femmänningsregemente slagits 1720 samman med Upplands femmänningsregemente blev von Beckern chef för det nya regementet, som senare blev Garnisonsregementet i Stralsund. Han var förordnad till kommendant i Stralsund men erhöll 1721 avsked. Beckern blev friherre 1720. Sedermera bosatte han sig i Hällestads socken i Skåne, där han bodde till sin död.